# Beretta MAB 38
Beretta MAB 38 — штатний пістолет-кулемет італійської армії періоду ІІ Світової війни.

## Опис Beretta MAB 38
Beretta M1938, Modello 38, MAB (Moschetto Automatico Beretta) — італійський пістолет-кулемет системи Туліо Маренгоні, який був прийнятий на озброєння італійської армії у 1938 році.
У період Другої світової війни Beretta M1938 і його пізніші варіанти (М1938А, М1938/42) перебував на озброєнні військ Італії, Німеччини, Румунії, після її закінчення — поставлявся в Аргентину і Пакистан.

## Конструкція
Пістолет-кулемет відрізнявся досить високими тактико-технічними характеристиками, був надійним і простим в експлуатації.
Автоматика зброї працює за принципом віддачі вільного затвора. Рукоять затвора знаходиться з правого боку ствольної коробки.
- Живлення патронами здійснюється з прямих коробчатих магазинів на 10, 20, 30 або 40 патронів, що приєднуються знизу.
- Особливістю конструкції є наявність двох спускових гачків: передній для ведення одиночного і задній для автоматичного вогню.

## Модифікації та варіанти

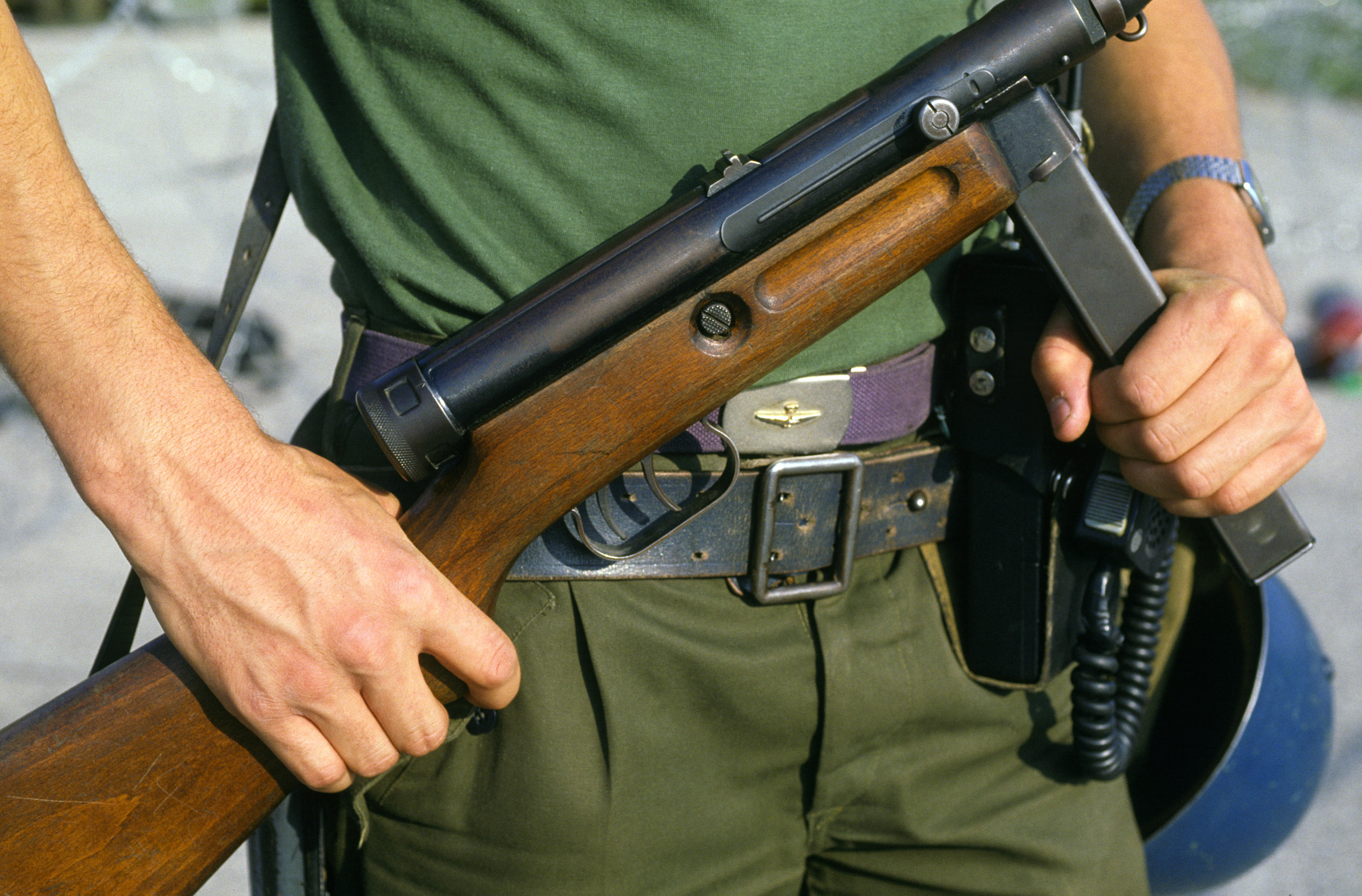
Modello 38/49

- Modello 38 (M1938, M1938A) — базовий варіант з фрезерованою ствольною коробкою, перфорованим захисним кожухом ствола. На стволі перших версій малося кріплення для установки багнета. Відрізнявся гарною якістю виготовлення і збірки, однак був недостатньо технологічний у виробництві. Випускався до 1950 року. У 1950–1951 рр. деяка кількість M1938A надійшла на озброєння прикордонної охорони ФРН під найменуванням MP.1.
- Beretta М38/42 — спрощена модель воєнного часу. Ствольна коробка стала виготовлятися штампуванням, дерев'яне ложе було вкорочено; ствол також був укорочений (з 315 мм до 216 мм) і позбавлений кожуха, проте отримав радіатори у вигляді поздовжніх пазів на зовнішній поверхні. Відкат затвора був збільшений (з 88 мм до 114 мм), що призвело до зниження темпу стрільби до 400 пострілів в хвилину. Модель знаходилася у виробництві з 1942 по 1945 рік, була прийнята на озброєння вермахту під найменуванням MP.738(i)
- Modello 38/44 — наступна модель воєнного часу. Ствол зброї був укорочений на 150 мм, затвор також був укорочений і спрощено, що призвело до зміни темпу стрільби до 550 пострілів у хвилину. Модель знаходилася у виробництві з 1944 по 1949 рік, була прийнята на озброєння вермахту під найменуванням MP.739(i)

## На озброєнні
- Аргентина — закуповувала MAB M1938A в 1947 році[2].
- Королівство Італія
- Румунія — закуповувала MAB M1938A в 1939 році[2].
- Третій Рейх

- в основному, ці пістолети-кулемети перебували на озброєнні військ Кессельрінга в Італії, а також парашутно-десантних частин і піхотних дивізій люфтваффе.
- Восени 1943 року, після капітуляції і роззброєння німцями італійських окупаційних військ на території Югославії, німці передали частину автоматів Beretta Modello 38 на озброєння «словенського домобранства»